# Principe de contraction
Pour les articles homonymes, voir Contraction.
Dans la théorie des probabilités et statistique fondamentales, et plus précisément dans la théorie de principe de grandes déviations, le principe de contraction est un théorème qui établit que la mesure image d'un espace de probabilité vérifiant le principe de grandes déviations par une application continue vérifiera également le principe de grandes déviations. Elle fait partie des transformations qui conservent le principe de grandes déviations, en modifiant éventuellement la fonction de taux.

## Énoncé
Soient {\displaystyle {\mathcal {X}},{\mathcal {Y}}} des espaces topologiques séparés (ou espace de Hausdorff). On donne dans cette partie les énoncés des théorèmes 4.2.1 et 4.2.4 de Dembo et Zeitouni.

### Rappel du principe de grandes déviations
On appelle fonction de taux une fonction {\displaystyle I:{\mathcal {X}}\to [0,\infty ]} semi-continue inférieurement (i.e. {\displaystyle \forall l>0}, l'ensemble {\displaystyle I_{\leq l}:=\{x:I(X)\leq l\}} est un fermé de {\displaystyle {\mathcal {X}}}). Une telle fonction est qualifiée de bonne si les ensembles de niveaux {\displaystyle I_{\leq l}} sont compacts dans {\displaystyle {\mathcal {X}}}.

On dit qu'une famille de mesures de probabilité {\displaystyle (\mu _{\varepsilon })} définie sur un espace probabilisable {\displaystyle ({\mathcal {X}},{\mathcal {T}})} vérifie le principe des grandes déviations (LDP) avec pour fonction taux {\displaystyle I} si pour tout {\displaystyle \Gamma \in {\mathcal {T}}}, 
 où {\displaystyle \mathrm {Int} (\Gamma ),\mathrm {Adh} (\Gamma )} désignent respectivement l'intérieur et l'adhérence de {\displaystyle \Gamma } dans {\displaystyle {\mathcal {X}}}.

### Principe de contraction
Soient {\displaystyle f:{\mathcal {X}}\to {\mathcal {Y}}} une application continue et {\displaystyle I:{\mathcal {X}}\to [0,\infty ]} une bonne fonction de taux. Alors d'une part, la fonction {\displaystyle I'\colon {\mathcal {Y}}\to [0,\infty ]} définie par 
 est une bonne fonction de taux sur {\displaystyle {\mathcal {Y}}}. D'autre part, si {\displaystyle (\mu _{\varepsilon })} est une famille de probabilité sur {\displaystyle {\mathcal {X}}} vérifiant le principe des grandes déviations avec {\displaystyle I} alors la famille de mesures {\displaystyle (\mu _{\varepsilon }\circ f^{-1})} sur {\displaystyle {\mathcal {Y}}} vérifie également le principe des grandes déviations avec {\displaystyle I'}.

### Principe de contraction inverse
Soient {\displaystyle g:{\mathcal {Y}}\to {\mathcal {X}}} une application continue, {\displaystyle I:{\mathcal {X}}\to [0,\infty ]} une bonne fonction de taux et {\displaystyle (\nu _{\varepsilon })} est une famille de mesures de probabilité exponentiellement tendue, c'est-à-dire que pour tout {\displaystyle \alpha >0}, il existe un compact {\displaystyle K_{\alpha }} de {\displaystyle {\mathcal {X}}} tel que {\displaystyle \limsup _{\varepsilon \to 0}\varepsilon \log(\mu _{\varepsilon }(K_{\alpha }^{C}))<-\alpha }. Si {\displaystyle (\nu _{\varepsilon }\circ g^{-1})} vérifie le principe des grandes déviations avec {\displaystyle I} alors la famille de mesures {\displaystyle (\nu _{\varepsilon })} vérifie également le principe des grandes déviations avec {\displaystyle I':=I\circ g}.